# Pratima Barua Pandey
Pratima Barua épouse Pandey (née le 3 octobre 1934 à Calcutta, morte le 27 décembre 2002 à Gauripur) est une chanteuse folklorique indienne.

## Biographie
Elle est la fille de Prakritish Chandra Barua (Lalji) et la nièce du cinéaste P.C. Barua. Elle fait de premières études à la Gokhale Memorial School de Calcutta, après quoi elle vient dans l'Assam pour étudier au lycée pour filles de Gauripur, domicile de la famille royale de Kamata. Elle passe principalement ses premières années entre le vacarme de Calcutta et les environnements apaisants du Gadadhar au bord de la rivière à Gauripur. Bien qu'elle ait appris le Rabindra Sangeet à l'école, elle n'a jamais suivi de formation ni d'enseignement en musique, à l'exception des encouragements de son père Prakritesh Chandra Barua (Lalji). Le moment le plus crucial de sa vie survient lorsque Bhupen Hazarika visite Gauripur en 1955 et assiste à une jalsa organisée lors d'une occasion sociale, la jeune Pratima timide interprète les paroles du lokageet le dialecte goalpariya en harmonie avec les cordes et les rythmes des dholak, junuka, dotora, darinda, dhuluki et bashi qui sont des instruments de musique de la culture Goalpariya. Bhupen Hazarika, impressionné, reprend son interprétation des chansons Goalpariya pour son film Era Bator Sur. Elle interprète principalement les chansons de cornac dont elle s'inspire des anciennes traditions familiales de captiver les éléphants dans sa famille. Les cornacs qui attrapent l'éléphant ont l'habitude de chanter une forme de chanson qu'elle affine pour donner la forme du Goalpariya Lokogeet. Dans des spectacles sur scène elle chante habituellement également We Are in the Same Boat, Brother .
Elle épouse Ganga Shanker Pandey, directeur à la retraite du Gauripur P. B. College.
Pratima Barua Pandey reçoit la Padma Shri et le Sangeet Natak Akademi pour sa contribution pour faire connaître le Goalpariya Lokogeet.
Un film documentaire réalisé sur sa vie et ses œuvres par le cinéaste Prabin Hazarika, Hastir Kanya, remporte le National Film Award du meilleur film biographique en 1997. Bobby Sarma Baruah réalise un long métrage produit par l'ASFFDC basé sur la vie de Barua Pandey fin 2015, intitulé Sonar Baran Pakhi, où Pranami Bora incarne la chanteuse, le film sort en décembre 2016.

## Source de la traduction
- (en) Cet article est partiellement ou en totalité issu de l’article de Wikipédia en anglais intitulé « Pratima Barua Pandey » (voir la liste des auteurs).